# Opuszka dwunastnicy

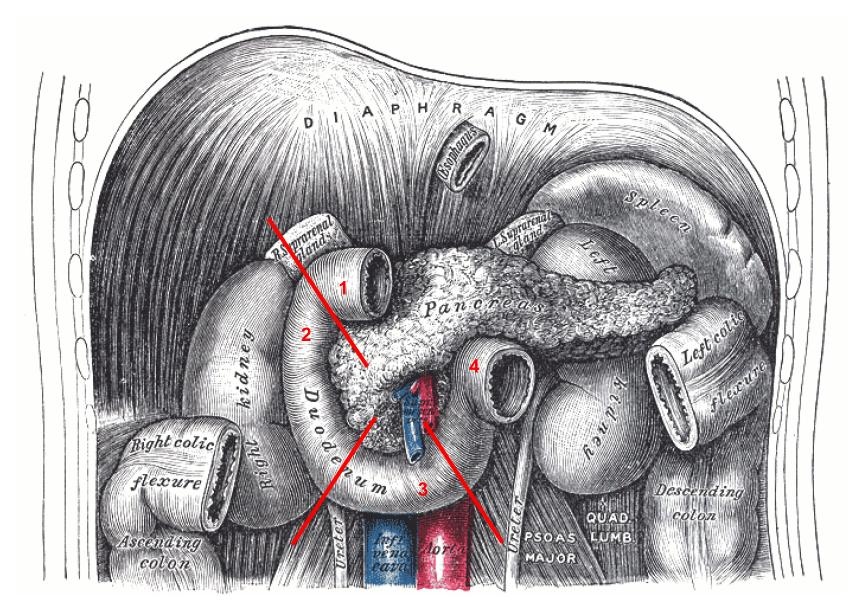
Dwunastnica człowieka – opuszka oznaczona numerem 1.

Opuszka dwunastnicy, bańka dwunastnicy (łac. bulbus duodeni, ampulla duodeni) – bańkowato rozszerzona część dwunastnicy u części ssaków. Jest to jednocześnie jej część początkowa, czyli przednia (doczaszkowa, łac. pars cranialis – u konia) lub górna (łac. pars superior – u człowieka). 
U człowieka jest jedyną częścią dwunastnicy leżącą wewnątrzotrzewnowo, czyli całkowicie objętą otrzewną – od góry pochodzącą z więzadła wątrobowo-dwunastniczego łączącego ją z wątrobą, u dołu z przedłużenia sieci większej. Nadaje to jej i żołądkowi większy zakres ruchów. Ma długość 4–5 cm. Od przodu sąsiaduje z szyjką pęcherzyka żółciowego i płatem czworobocznym wątroby, od tyłu z przewodem żółciowym wspólnym, żyłą wrotną i tętnicą wątrobową właściwą. Jest najczęstszym miejscem występowania wrzodów w dwunastnicy.